# رومان اداموف
رومان اداموف (4 يوليو 1991 - ) هو لاعب كرة قدم روسي في مركز الوسط. لعب مع لوخ إينيرجيا فلاديفوستوك وFC Okean Nakhodka ‏.

## وصلات خارجية
- رومان اداموف على موقع Soccerway.com (الإنجليزية)